# منل ریو
منل ریو (انگلیسی: Manel Royo؛ زادهٔ ۲۸ فوریهٔ ۱۹۹۴) بازیکن فوتبال است.